# Röggeliner See
Der Röggeliner See ist ein See im Biosphärenreservat Schaalsee im Nordwesten Mecklenburg-Vorpommerns.

## Beschreibung
Der gegliederte Flachsee befindet sich überwiegend in der Gemeinde Carlow im Landkreis Nordwestmecklenburg. Am Nordufer liegt der Ort Klocksdorf, am Süd- und Südostufer grenzt die Gemeinde Dechow mit den Orten Dechow und Röggelin an. Nur ein kleiner Teil des Sees inklusive einer kleinen, mit Laubwald bestandenen Insel gehört zum Gemeindegebiet von Dechow. Eine weitere, mit Mischwald bewachsene Insel liegt mitten im See, eine mit Schilf bestandene nahe dem Nordwestufer. Das Gewässer besitzt maximale Ausdehnungen von 2,24 mal 1,16 Kilometer. Die mittlere Tiefe beträgt 2,9 Meter. Die mit 6,8 Meter tiefste Stelle liegt in der östlichen Bucht. Zugänge zum See existieren in den Ortschaften Klocksdorf und im nördlichen Bereich von Dechow. In beiden Orten befinden sich Badestellen sowie Steganlagen. Den Hauptzugang zum See bildet jedoch der Bootsanleger der Fischerei Klocksdorf südlich von Klocksdorf. Hier befindet sich auch ein Parkplatz sowie ein Aussichtsturm.

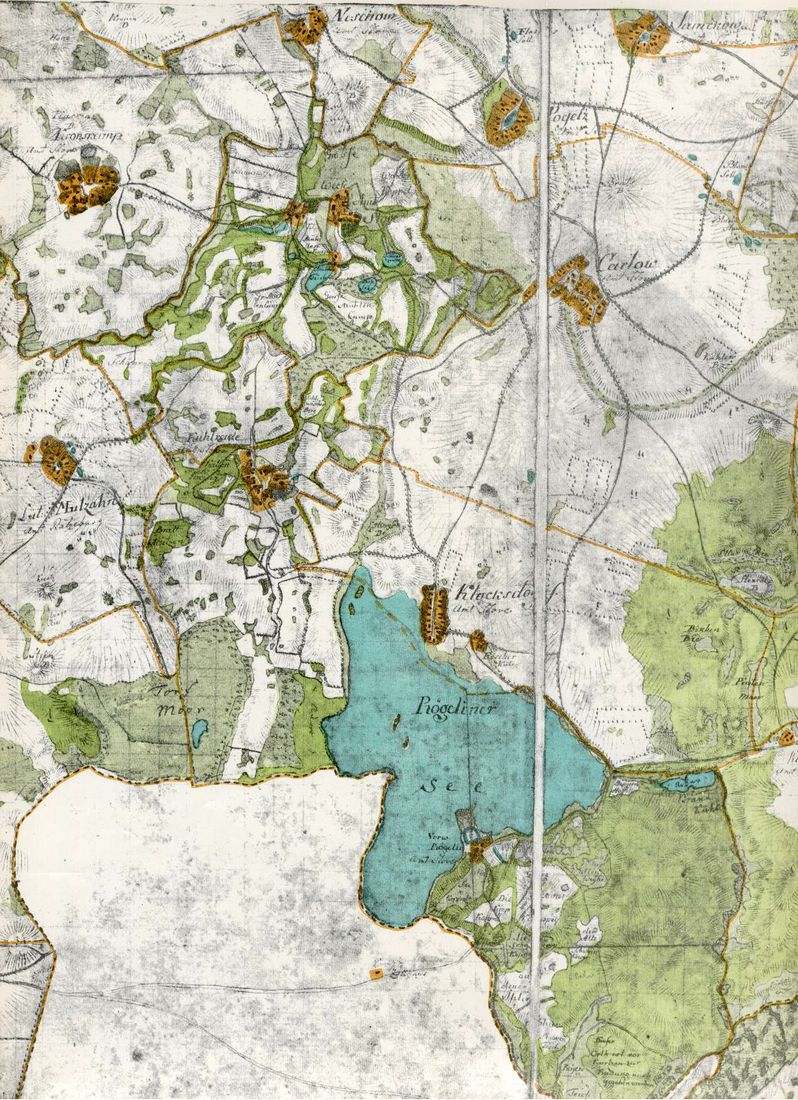
Rög(g)eliner See auf der Wiebekingschen Karte

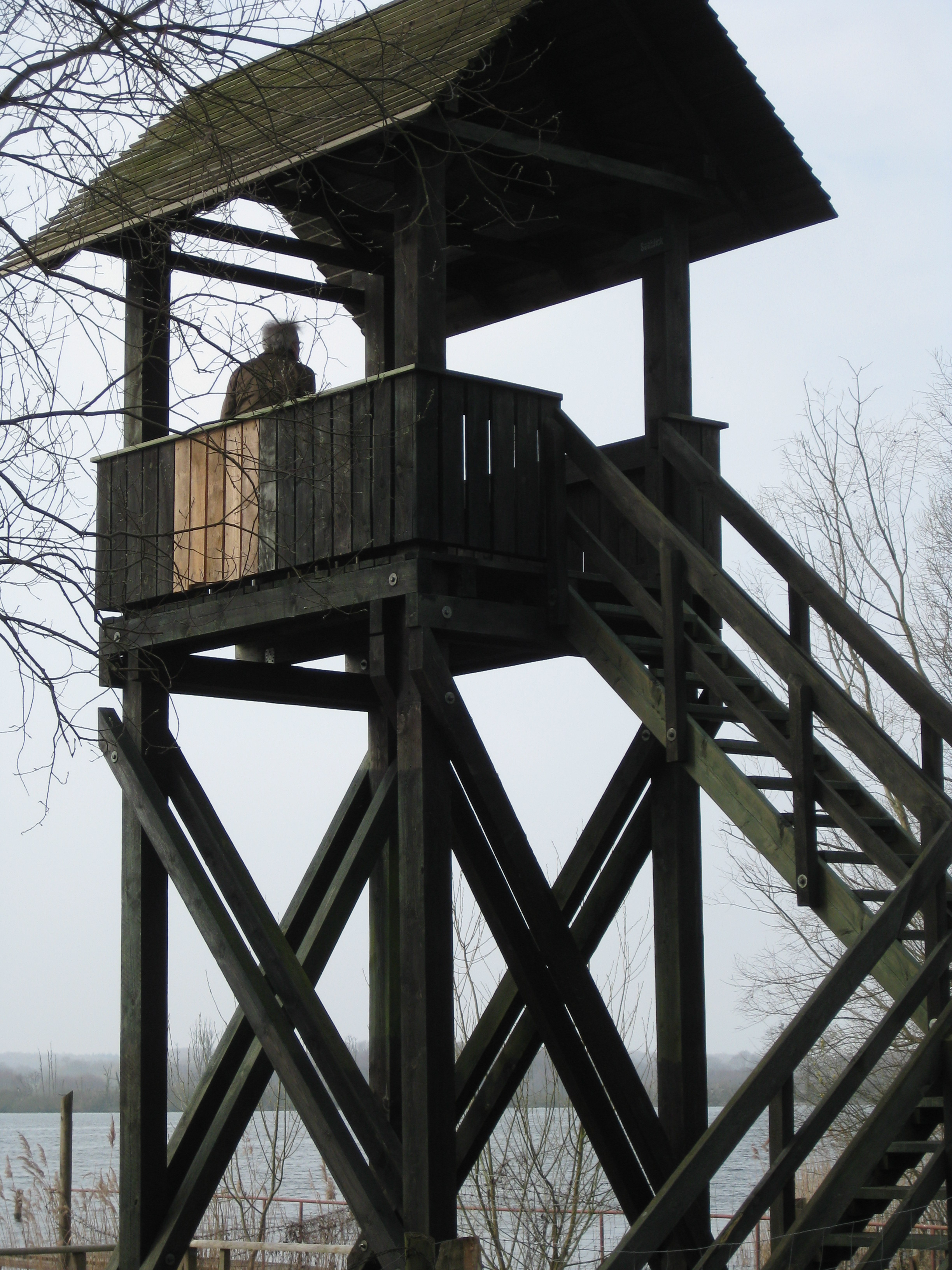
Aussichtsturm bei Klockstorf

Entstanden sind der See und das im Westen angrenzende Kuhlrader Moor durch Toteishohlformen, die nach dem Pommerschen Maximalvorstoß der Weichseleiszeit nach Abschmelzen des Gletschers zurückblieben. Das Becken, in dem See und Moor liegen, war ursprünglich abflusslos. Der See wird gespeist von mehreren Gräben. Das Einzugsgebiet beträgt etwa 16 km². Nach Norden fließt der See anfangs verrohrt über die Schoorbeck in Richtung Stover Mühlenbach und Maurine ab. 
Der Großteil des Sees, angrenzende Ufer und das Kuhlrader Moor gehören zum Naturschutzgebiet Kuhlrader Moor und Röggeliner See, das Bestandteil des Biosphärenreservats Schaalsee ist. Bereits 1956 wurden Flächen in diesem Bereich unter Naturschutz gestellt, Erweiterungen gab es 1967 und 1972. Heute (Stand: 2003) besitzt es eine Größe von 328 Hektar. Schutzzweck ist der Erhalt und die Entwicklung des nährstoffarmen Flachsees sowie des größtenteils ausgetorften und nährstoffarmen Kuhlrader Moores. Der See ist mäßig eutroph eingestuft.
Auf der im See befindlichen großen Insel befindet sich seit 1992 eine Kormorankolonie, die an den abgestorbenen Horstbäumen, deren Stämme vom Kot der Vögel geweißt sind, gut zu erkennen ist. 1996 zählte man 171 Brutpaare.
Auf der Halbinsel in den See bei Röggelin befand sich im Mittelalter die größte Ritterburg des Bistums Ratzeburg. Der Sage nach sollen die Steine der Burg um das Jahr 1480 zum Bau des Fundaments der Dorfkirche Demern verwandt worden sein.